# Gadomus dispar
Gadomus dispar és una espècie de peix de la família dels macrúrids i de l'ordre dels gadiformes.

## Hàbitat
És un peix d'aigües profundes que viu entre 550-1105 m de fondària.

## Distribució geogràfica
Es troba al Marroc, el Carib i Nicaragua.